# Roberto Falabella
Roberto Falabella Correa (* 13. Februar 1926 in Santiago de Chile; † 12. Dezember 1958 ebenda) war ein chilenischer Lyriker, Librettist, Essayist, Komponist und Musikpädagoge.

## Leben und Werk
Falabella musste auf Grund seiner Erkrankung an infantiler Zerebralparese eine Privatschule besuchen. Seine musikalische Ausbildung erfolgte u. a.durch Lucila Césped (1902–1983) (Musiktheorie und Solfège), Julia López (Harmonielehre), María Ester Grebe (1928–2012) (Notation) und Alfonso Letelier Llona. 1950 begann er ein Kompositionsstudium bei Gustavo Becerra-Schmidt. Er vervollkommnete seine Ausbildung 1954 bei Fré Focke und vertiefte seine Kenntnisse im Bereich der Musikanalyse und Instrumentation im Kontakt mit Miguel Aguilar Ahumada und Estéban Eitler.
Als Komponist trat Falabella mit fünf Sinfonien und vor allem mit kammermusikalischen Werken (u. a. Vokalwerken nach eigenen Texten und Gedichten von Lope de Vega, Federico García Lorca, León Felipe (1884–1968) und Pablo Neruda) hervor. Er unterrichtete auch selbst, und sein bedeutendster Schüler wurde der Komponist Sergio Ortega. Auch Raúl Rivera Vargas und der spätere Hochschullehrer und Dirigent Eduardo Moubarak, der Falabellas Musik in Chile und im Ausland bekannt machte, studierten bei ihm.
Neben den Tres Poemas de Año Nuevo verfasste Falabella u. a. die Opernlibretti Epitafios Fúnebres (1953), Del Diario Morir (1954) und Sin Nombre Todavía (o. D.) und den zweiteiligen Essay Antecedentes históricos und La joven música en América y en Chile. Handschriftliche sind zahlreiche Texte zu geisteswissenschaftlichen, politischen und sozialen Themen erhalten.

## Kompositionen
- Tres canciones für Chor, 1950
- Preludios enlazados für Klavier, 1950
- Coral con variaciones für Klavier, 1950
- Dos baladas amarillas für Chor, 1951
- Cortaron tres árboles (eran tres) für Chor 1951
- Cosas für Klavier und Violine, 1954
- Sonata für Klavier, 1954
- Sonata für Klavier und Cello, 1954
- El peine de oro für Sinfonieorchester, 1954
- Palimpsestos für Fagott, Horn, Pauken, Becken, Trommel und Alt, 1954
- Sinfonía Nº1, 1955
- Dos divertimenti für Streichorchester, 1956
- Dos piezas para oboe y fagot, 1956
- Partita für Violine, 1956
- Adivinanzas für Chor, 1957
- Retratos für Klavier, 1957
- Cuarteto de Cuerdas, 1957
- Andacollo für Streichquartett, 1957
- Estudios emocionales für Sinfonieorchester, 1957
- La lámpara en la tierra für Bariton und Sinfonieorchester, 1958